# Etiopía en los Juegos Olímpicos de Turín 2006
Etiopía estuvo representada en los Juegos Olímpicos de Turín 2006 por un deportista que compitió en esquí de fondo.  
El portador de la bandera en la ceremonia de apertura fue el esquiador Robel Teklemariam. El equipo olímpico etíope no obtuvo ninguna medalla en estos Juegos.